# Flugplatz Massa-Cinquale

i7
i11
i13
Der Flugplatz Massa-Cinquale (it.: Aeroporto Municipale di Massa-Cinquale, ICAO-Code: LILQ) befindet sich in der mittelitalienischen Region Toskana, rund 3 km südlich der Provinzhauptstadt Massa bei dem Ortsteil Cinquale.

## Infrastruktur und Nutzung
Der wenige Meter hinter dem Sandstrand bei dem touristisch geprägten Ort Forte dei Marmi gelegene Flugplatz ist über die Autobahn A12, die Strada Statale 1 Via Aurelia und über die Bahnstrecke Pisa–Genua einfach zu erreichen. Er hat eine 720 Meter lange und 50 Meter breite Graspiste mit der Ausrichtung 05/23. Asphaltierte Vorfelder und Rollwege sowie Hubschrauberlandeplätze, Hangars und sonstige Abfertigungseinrichtungen befinden sich im Süden des Flugplatzgeländes. Der Flugplatz wird weitgehend vom Aeroclub Marina di Massa betrieben und dient der Allgemeinen Luftfahrt. Es gibt Stützpunkte der Luftrettung und des Zivilschutzes. Genutzt wird er auch von Lufttaxiunternehmen.

## Geschichte
Der Flugplatz entstand 1912 als Erprobungsplatz der Firma SIPE (Società Italiana Prodotti Esplodenti). Von der 1923 gegründeten italienischen Luftwaffe wurde er auch als Militärflugplatz für kleinere Aufklärungsflugzeuge genutzt. Im Jahr 1948 beschloss die Stadt Massa den Kauf des Flugplatzes, daher die Bezeichnung Aeroporto Municipale. In den 1960er Jahren boten Regionalfluggesellschaften Linienflüge zwischen Massa und Mailand, Elba und Cortina d’Ampezzo an. Im Jahr 1962 trat der neue Aeroclub Marina di Massa die Nachfolge des aufgelösten Avio Club Apuano an, 1967 nahm die Flugschule des neuen Aero Clubs den Ausbildungsbetrieb auf. Der Aero Club wurde im Lauf der Zeit für die zahlreichen, von ihm ausgerichteten Luftfahrtveranstaltungen bekannt. Der 1986 gegründete Luftrettungsdienst der Region Toskana richtete im Jahr 1999 auf dem Flugplatz einen Stützpunkt für den Rettungshubschrauber Pegaso 3 ein, der seit 2009 auch in den Nachtstunden aktiv ist.